# Bannockburn (Illinois)
Bannockburn est un village du comté de Lake dans l'Illinois, aux États-Unis,. Situé au sud-est du comté, il est  incorporé le 3 août 1929.

## Démographie
Lors du recensement de 2010, le village comptait une population de 1 583 habitants. Elle est estimée, en 2016, à 1 579 habitants.

## Source de la traduction
- (en) Cet article est partiellement ou en totalité issu de l’article de Wikipédia en anglais intitulé « Bannockburn, Illinois » (voir la liste des auteurs).